# Firbeix
Firbeix is een gemeente in het Franse departement Dordogne (regio Nouvelle-Aquitaine) en telt 326 inwoners (1999). De plaats maakt deel uit van het arrondissement Nontron.

## Geografie
De oppervlakte van Firbeix bedraagt 22,8 km², de bevolkingsdichtheid is 14,3 inwoners per km².
De onderstaande kaart toont de ligging van Firbeix met de belangrijkste infrastructuur en aangrenzende gemeenten.

## Demografie
Onderstaande figuur toont het verloop van het inwonertal (bron: INSEE-tellingen).